# Charta von Paris

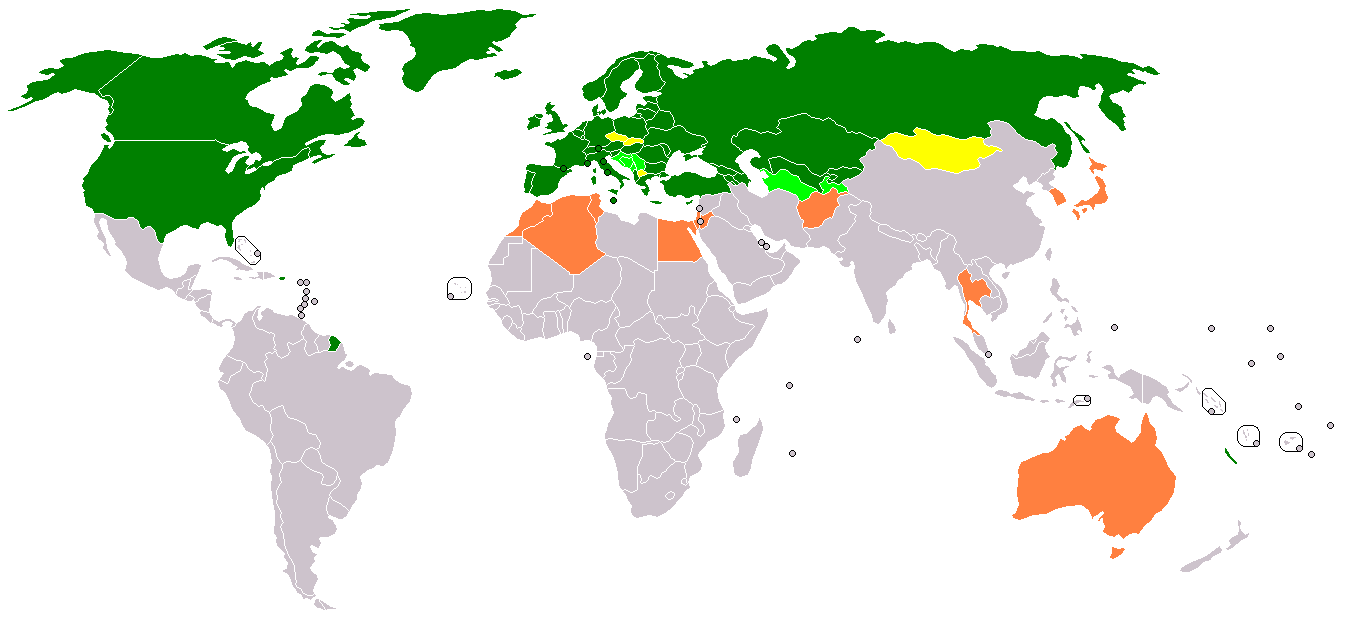
Schlussakte von Helsinki und Charta von Paris unterzeichnet
Schlussakte von Helsinki unterzeichnet
keine Unterzeichnung
Partnerstaaten

Die Charta von Paris (offiziell Charta von Paris für ein neues Europa) ist ein grundlegendes internationales Abkommen über die Schaffung einer neuen friedlichen Ordnung in Europa nach der Wiedervereinigung Deutschlands und der Einstellung der Ost-West-Konfrontation. Sie wurde am 21. November 1990 in Paris als Schlussdokument der KSZE-Sondergipfelkonferenz von 32 europäischen Ländern sowie den USA und Kanada unterschrieben. Die Staats- und Regierungschefs der Teilnehmerstaaten erklärten die Spaltung Europas für beendet, verpflichteten sich zur Demokratie als einzig legitime Regierungsform und sicherten ihren Völkern die Gewährleistung der Menschenrechte und Grundfreiheiten zu. Die Charta von Paris dokumentierte das Ende der Teilung Europas im Kalten Krieg.

## Teilnehmerstaaten
Belgien, Bulgarien, Dänemark, Deutschland, Europäische Gemeinschaft, Finnland, Frankreich, Griechenland, Heiliger Stuhl, Irland, Island, Italien, Jugoslawien, Kanada, Liechtenstein, Luxemburg, Malta, Monaco, Niederlande, Norwegen, Österreich, Polen, Portugal, Rumänien, San Marino, Schweden, Schweiz, Spanien, Tschechische und Slowakische Föderative Republik, Türkei, Ungarn, Sowjetunion, Vereinigtes Königreich, Vereinigte Staaten von Amerika, Zypern.

## Geschichte
Die Schlussakte von Helsinki 1975 war der Versuch der Mitglieder der beiden Militärallianzen und der neutralen Staaten in Europa, Regeln für die Austragung des Ost-West-Konflikts mit nicht-militärischen Mitteln zu vereinbaren.
Anfang der 1990er Jahre spielte die Konferenz für Sicherheit und Zusammenarbeit in Europa (KSZE) eine zentrale Rolle bei der Neugestaltung der gesamteuropäischen Sicherheit, was einem Bedürfnis der neuen Demokratien in Ostmitteleuropa, aber auch von Deutschland und der damals noch existierenden Sowjetunion entsprach.
Mit der Charta von Paris vom November 1990 wurde der Ost-West-Konflikt auf der normativen Ebene überwunden. Damit hat auch die KSZE ihre bisherige Funktion verloren. Der Streit über Menschenrechte und Demokratie war mit dem Sieg der westlich-liberalen Ideen (einschließlich des Schutzes der Minderheiten) auf der Grundlage einer kapitalistischen Marktwirtschaft beendet worden.
Als die Staats- und Regierungschefs der Konferenz für Sicherheit und Zusammenarbeit in Europa (KSZE) die Charta für ein neues Europa in Paris verabschiedeten, waren sie voller Hoffnung über das Ende des Kalten Krieges und die Zukunft eines demokratischen, solidarischen und friedlichen Europas. Trotz des Sieges der westlichen Ideen, der sich in der Programmatik der Charta von Paris als Dreiklang von Demokratie, Marktwirtschaft und Kooperation in internationalen Organisationen manifestierte, rückten Bürgerkriege während der Jugoslawienkriege mit der anschließenden internationalen Intervention durch eine Friedenstruppe ab 1992 in den Vordergrund. Das Eingreifen der NATO im Kosovo 1999 hatte die widersprüchlichen Aspekte der Charta – Volkswille versus territoriale Unverletzlichkeit – zutage treten lassen.
Mit der Annexion der Krim und der russischen Intervention in der Ostukraine 2014 war die Charta praktisch aufgekündigt.
Russland hatte sich 2008 mit einem neuen eigenen Vorschlag von wesentlichen Aspekten der Schlussakte von Helsinki und der Charta von Paris entfernt. Darin fehlten neben OSZE-Kriterien wie Pluralismus, Rechtsstaatlichkeit und Menschenrechte auch das Recht auf freie Bündniswahl.
Mit der Russischen Invasion der Ukraine 2022 stand die Drohung Wladimir Putins im Raum „Wer sich einmischt, muss mit Vergeltung rechnen“.

## Präambel der Charta (Beginn)
„Wir, die Staats- und Regierungschefs der Teilnehmerstaaten der Konferenz über Sicherheit und Zusammenarbeit in Europa, sind in einer Zeit tiefgreifenden Wandels und historischer Erwartungen in Paris zusammengetreten. Das Zeitalter der Konfrontation und der Teilung Europas ist zu Ende gegangen. Wir erklären, daß sich unsere Beziehungen künftig auf Achtung und Zusammenarbeit gründen werden. Europa befreit sich vom Erbe der Vergangenheit. Durch den Mut von Männern und Frauen, die Willensstärke der Völker und die Kraft der Ideen der Schlußakte von Helsinki bricht in Europa ein neues Zeitalter der Demokratie, des Friedens und der Einheit an.“

## Inhalt der Charta
Die Charta ist in die Kapitel Menschenrechte, Demokratie und Rechtsstaatlichkeit, wirtschaftliche Freiheit und Verantwortung, freundschaftliche Beziehungen zwischen den Teilnehmerstaaten, Sicherheit und Einheit aufgeteilt:
Sie enthält die Verpflichtung der Teilnehmerstaaten zur Einhaltung der Demokratie als Grundlage der Freiheit, der Gerechtigkeit und des Friedens unter Wahrung der Rechtsstaatlichkeit und der Meinungsfreiheit. Der Schutz und die Förderung der unveräußerlichen und durch das Recht gewährleisteten Menschenrechte und Grundfreiheiten für alle Menschen von Geburt an sind Pflicht jeder Regierung. Ihre Achtung ist wesentlicher Schutz gegen staatliche Übermacht. Demokratische Regierung gründet sich auf den Volkswillen, der seinen Ausdruck in regelmäßigen, freien und gerechten Wahlen findet.
Die Staaten verpflichten sich zum Schutz ihrer nationalen Minderheiten, zur Stärkung der Zusammenarbeit zwischen den Völkern, zur friedlichen Beilegung von Streitfällen sowie zur Fortsetzung des Abrüstungsprozesses. Die Charta verpflichtet die Unterzeichnerstaaten in Übereinstimmung mit der Charta der Vereinten Nationen und der Schlussakte von Helsinki, sich jeder gegen die territoriale Integrität oder politische Unabhängigkeit eines Staates gerichteten Androhung oder Anwendung von Gewalt oder jeder sonstigen mit den Grundsätzen oder Zielen dieser Dokumente unvereinbaren Handlung zu enthalten.
Die grundlegenden Prinzipien sind in den Leitsätzen Menschliche Dimension, Sicherheit, wirtschaftliche Zusammenarbeit, Umwelt, Kultur, Wanderarbeiter, Mittelmeerraum und nichtstaatliche Organisationen festgehalten:
Politischer Pluralismus soll ebenso gefördert werden wie die Marktwirtschaft, die Sicherstellung eines ständigen Wirtschaftswachstums, des Wohlstandes, der sozialen Gerechtigkeit und der rationalen Nutzung der ökonomischen Ressourcen. Der Umweltschutz soll in der gemeinsamen Verantwortung aller Nationen liegen, die die Charta von Paris unterzeichneten.
Die Charta enthält auch den Beschluss, neue Strukturen und Institutionen des KSZE-Prozesses zu schaffen: einen Rat der Außenminister zu bilden, ein Sekretariat in Prag, ein Konflikt‌verhütungszentrum in Wien und ein Büro für freie Wahlen in Warschau einzurichten.
Im Kapitel Einheit heißt es hinsichtlich des Zwei-plus-Vier-Vertrages von 1990:

„Wir nehmen mit großer Genugtuung Kenntnis von dem am 12. September 1990 in Moskau unterzeichneten Vertrag über die abschließende Regelung in bezug auf Deutschland und begrüßen aufrichtig, dass das deutsche Volk sich in Übereinstimmung mit den Prinzipien der Schlussakte der Konferenz über Sicherheit und Zusammenarbeit in Europa und in vollem Einvernehmen mit seinen Nachbarn in einem Staat vereinigt hat. Die Herstellung der staatlichen Einheit Deutschlands ist ein bedeutsamer Beitrag zu einer dauerhaften und gerechten Friedensordnung für ein geeintes demokratisches Europa, das sich seiner Verantwortung für Stabilität, Frieden und Zusammenarbeit bewusst ist.“

Offen ist aus deutscher Sicht, ob dieser Wortlaut als umfassender und endgültiger Verzicht eines jeden einzelnen Teilnehmerstaats auf deutsche Reparationen nach dem Zweiten Weltkrieg spricht.

## Rezeption
Sten Rynning kritisierte in International Affairs, die Charta sei ein Papiertiger gewesen, denn anstatt die Fakten festzuschreiben, seien wichtige Gegensätze ignoriert worden. Papiertiger, Verträge ohne festgeschriebene Fakten, so hatte der von ihm zitierte Hans Joachim Morgenthau schon 1982 geschrieben, würden gebrochen, wann immer es einer der beiden Seiten danach sei, dies im eigenen Interesse zu tun. Die Charta von Paris sei, so Rynning, unter der Annahme beschlossen worden, dass sich die Sowjetunion tatsächlich reformieren würde. Erstaunlich offene sowjetnostalgische Aussagen sowohl Putins als auch Gorbatschows würden aber zeigen, dass unter der Erneuerung der Einheit Europas nicht auf beiden Seiten das Gleiche verstanden worden war; so sei die potenzielle Aggression der Sowjetunion/Russlands in der Charta größtenteils ausgeblendet worden.
Lothar Brock schrieb, der Vertrag sei schlicht „in Vergessenheit“ geraten, oder die Beteiligten hätten, anstelle eines Zusammenspiels, jene Argumente aus der Charta gepickt, die sie meinten, für ihre Position nutzen zu können.
Horst Teltschik sah im Fehlen einer Strategie zur Umsetzung der gesamteuropäischen Integration, die er in der Vision der Charta von Paris erkannte, die Hauptursache für das Entstehen neuer Spannungen zwischen NATO, EU und Russland und damit der Gefahr eines neuen Kalten Kriegs.